# Ben Lerner
Benjamin S. Lerner , född 4 februari 1979 i Topeka i Kansas  i USA, är en amerikansk poet, essäist och kritiker. Lerner har studerat politisk teori och poesi vid Brown University. Han arbetar som författare, kritiker och professor i Engelska vid Brooklyn College och är bosatt i New York.